# Чина шаровидная
Чина шаровидная (лат. Lathyrus sphaericus) — вид травянистых растений рода Чина (Lathyrus) семейства Бобовые (Fabaceae).

## Распространение и экология

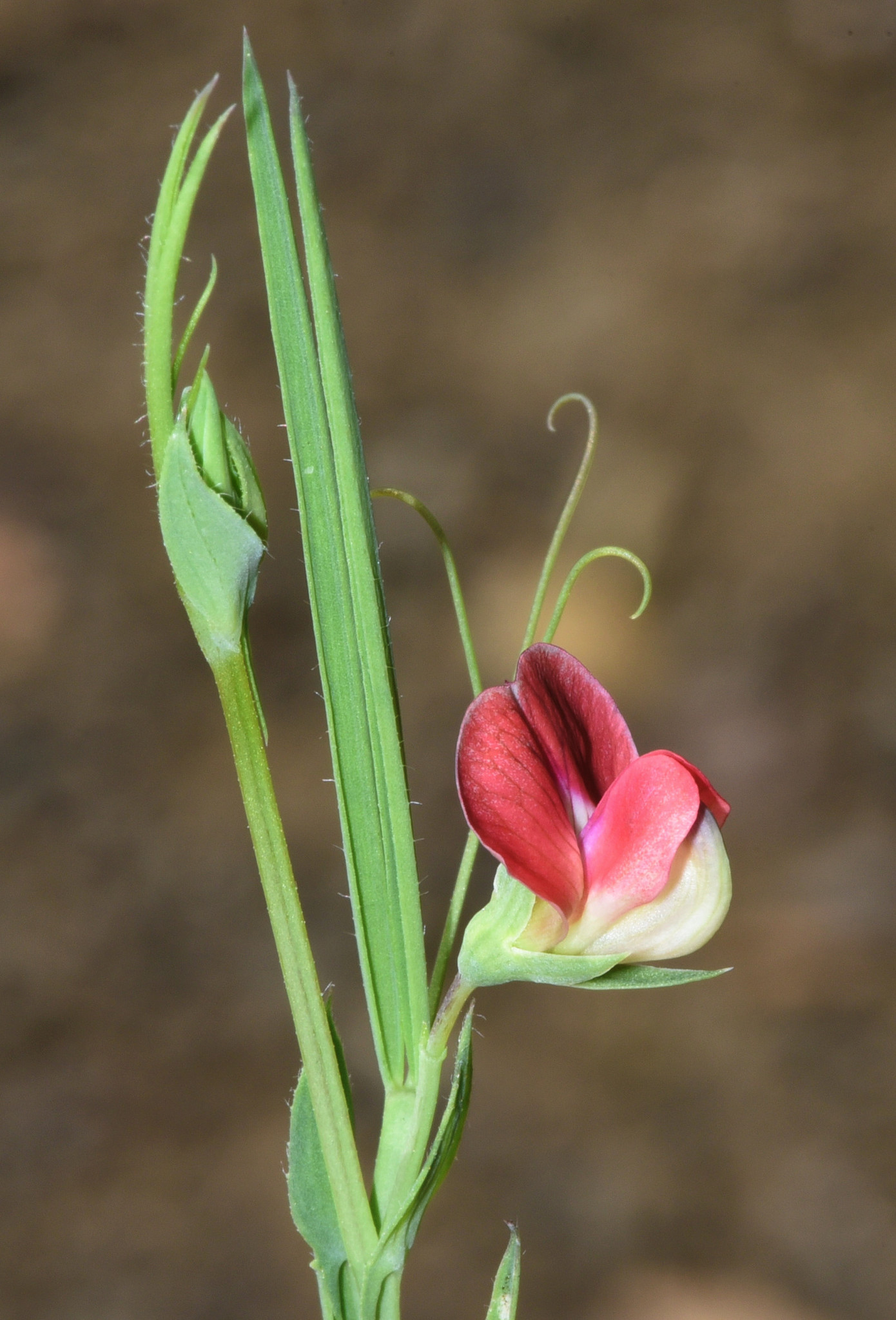
Цветок

Средиземноморский вид. Распространен в Средиземноморье, на Кавказе, Юго-Западной и Средней Азии. Мезоксерофит. Встречается в лесах, по их опушкам, в кустарниках, на каменистых склонах.

## Ботаническое описание
Однолетнее растение. Корень тонкий. Стебель голый, прямой или восходящий, нецепляющийся, у основания ветвистый, остро четырёхгранный, (9) 15—26 (35) см высотой. Прилистники полустреловидные, ланцетно-линейные, заостренные, равные короткому черешку или длиннее его, 5—12 (18) мм длиной. Черешок оканчивается у нижних, или также средних, или у всех листьев короткой остью, у верхних — простым, обычно недлинным усиком. Листья однопарные; листочки линейно-ланцетные или почти линейные, шиловидно заостренные, у самых нижних листьев узколанцетные, 3—8 см длиной, (1) 2—4 (6) мм шириной.
Цветоносы с 1 цветком короткие, равные черешку, заканчивающиеся щетинкой (травянистым окончанием), более короткой чем цветок, или длиннее его. Чашечка 5—7 мм длиной, трубчато колокольчатая, с ланцетными почти равными зубцами, равными трубочке или немного длиннее. Венчик 8—10 мм длиной, кирпично-красный; флаг длиннее крыльев и обычно беловатой лодочки. Боб прямой, линейный, сжатый, (3) 4—5 (6) см длиной, 4—5 мм шириной, с сетью продольных косых жилок, светлокоричневый, голый, с 6—13 семенами. Семена овальные, немного сжатые, почти гладкие, темнобурые, иногда с сизым налетом, около 3 мм длиной.
Цветёт в мае, плодоносит в июне.